# Odontocheila sternbergi
Odontocheila sternbergi is een keversoort uit de familie van de loopkevers (Carabidae). De wetenschappelijke naam van de soort is voor het eerst geldig gepubliceerd in 1898 door Walther Hermann Richard Horn.